# Distichophyllum albomarginatum
Distichophyllum albomarginatum är en bladmossart som beskrevs av J.C. Norris och T. Koponen 1985. Distichophyllum albomarginatum ingår i släktet Distichophyllum och familjen Hookeriaceae. Inga underarter finns listade i Catalogue of Life.